# Anthony Gill
Anthony Remeral Gill (ur. 17 października 1992 w High Point) – amerykański koszykarz, występujący na pozycji silnego skrzydłowego, obecnie zawodnik Washington Wizards.
W 2011 wystąpił w meczu wschodzących gwiazd – Jordan Classic Regional.
W 2017 reprezentował Charlotte Hornets (Orlando) i Cleveland Cavaliers (Las Vegas) podczas rozgrywek letniej ligi NBA.

## Osiągnięcia
Stan na 19 stycznia 2021, na podstawie, o ile nie zaznaczono inaczej.
NCAA
- Uczestnik rozgrywek:
  - Elite 8 turnieju NCAA (2016)
  - II rundy turnieju NCAA (2014–2016)
- Mistrz:
  - turnieju konferencji Atlantic Coast (ACC – 2014)
  - sezonu regularnego ACC (2014, 2015)
- MVP turnieju Barclays Center Classic (2015)
- Zaliczony do:
  - I składu:
    - turnieju:
      - ACC (2016)
      - Barclays Center Classic (2015)
      - Corpus Christi Challenge (2014)

    - defensywnego ACC (2015)

  - II składu turnieju ACC (2014)
  - III składu ACC (2015, 2016)
  - składu honorable mention All-American (2015 przez Associated Press)
- Zawodnik kolejki ACC (14.12.2015)

Drużynowe
- Wicemistrz VTB/Rosji (2018, 2019)

Indywidualne
- MVP spotkania nr 3 play-off (2018)
- Uczestnik meczu gwiazd ligi VTB (2018)